# 장-이브 랭보
장 이브 스테판 마르셀 랭보(Jean-Yves Stephane Marcel Raimbaud, 1958년 2월 27일 ~ 1998년 6월 28일)는 프랑스의 애니메이터이자 시나리오 작가였다. 그는 애니메이션 시리즈인 오기와 바퀴벌레를 만든 것으로 가장 잘 알려져 있으며, 이 시리즈는 사후인 1998년 9월 6일 France 3에서 공식적으로 데뷔했다. 그는 또한 필립 트라베르사트와 함께 스페이스 구프를 공동 제작했는데, 이는 그가 Gaumont Multimedia와 Xilam에서 공동 제작한 첫 번째 쇼였다.
장 이브 랭보는 오기와 바퀴벌레의 첫 번째 에피소드를 제작한 후 1998년 6월에 사망했으며, 얼마 동안 폐암을 앓았다.